# Tong Fei
Tong Fei, em chinês simplificado:童非, (Nanchang, 25 de março de 1961) foi um ginasta que competiu em provas de ginástica artística pela China. 
Descoberto aos onze anos de idade, teve sua estreia competitiva em 1978, no Campeonato Nacional Chinês. Nele, foi o 17º colocado geral. Na Copa Chunichi, melhorou e subiu duas posições. Já na Copa Toyota, conquistou sua primera medalha, de bronze, no cavalo com alças. No ano seguinte, ao dezoito, foi à duas finais de seu primeiro Mundial, o Campeonato de Fort Worth, nos Estados Unidos. Por equipes, foi o quinto colocado, mesma colocação atingida na prova individual da barra fixa.
Em 1980, tornou-se campeão geral chinês, resultado repetido no ano seguinte, que o tornou bicampeão nacional. Ainda em 1981, participou da segunda edição Mundial de sua carreira, no Campeonato de Moscou, no qual disputou cinco finais: por equipes, fora o medalhista de bronze, superado pela seleção japonesa (medalhista de prata) de Koji Gushiken e pela equipe soviética, de Yuri Korolev; nas finais individuais, não subiu ao pódio, destacando os quarto lugares nas argolas e no concurso geral. No ano seguinte participou do primeiro campeonato continental, os Jogos Asiáticos de Nova Deli, na Índia. Neles, subiu ao pódio seis vezes em seis finais disputadas: por equipes e no solo, foi o medalhista de ouro; no individual geral, superado pelo compatriota Li Ning, conquistou a prata, mesmo resultado atingido nas barras paralelas, ao empatar com Li e com o nortecoreano Li Chol-Hon, em prova vencida pelo japonês Gushiken; por fim, na barra fixa, conquistou o bronze. Na Final da Copa do Mundo de Zagreb, ao conquistar medalhas em quatro aparelhos de seis disputados, subiu ao pódio como o medalhista de prata, na final geral, entre Ning e Korolev.
Em seus três últimos anos como competidor da modalidade, Tong arquivou seis medalhas em duas edições mundiais - Budapeste 1983 e Montreal 1985 -, com destaque para os ouros coletivo de 1983, no solo e na barra fixa de 1985; tornou-se tricampeão nacional em 1984 e fora a cinco finais olímpicas, nos Jogos de Los Angeles, nas quais conquistou dois vice-campeonatos: equipe e barra fixa. Após as vitórias internacionais de 1985, encerrou a carreira competitiva.